# روبن ترپوغوسیان
روبن ترپوغوسیان (۱۹۳۸ - ۲۰۲۱) یک کارآفرین اهل ارمنی‌تبار اهل ایران که مالک و بنیانگذار مینیون، قدیمی‌ترین شیرینی‌فروشی و شکلات‌سازی تهران است.

## زندگی‌نامه
پدر و مادر و دو برادر بزرگ‌تر روبن در اوکراین متولد شدند. پدرش در اوکراین ابتدا نانوایی داشت و بعدها به قنادی روی آورد اما در خلال اتفاقاتی در روسیه به سیبری تبعیدشد. مادر روبن همراه دو پسرش راهی ایران و در محله بهارستان ساکن شدند و در همین محله نانوایی و شیرینی‌فروشی‌شان را راه‌اندازی کردند. پدر خانواده هم بعد از سه سال تبعید و تحمل سختی‌های آن به جمع خانواده پیوست. روبن در سال ۱۹۳۸ در ایران متولد شد. روبن زمانی که هفت‌سال بیشتر نداشت پدرش به دلیل صدمات و شکنجه‌هایی که در سال‌های تبعید متحمل شده بود در سن ۵۳ سالگی را از دست داد. روبن از همان هفت‌سالگی در کنار برادر بزرگ‌تر، «اونیک»، کارش را در مغازه پدری شروع کرد تا اینکه جنگ جهانی دوم شروع شد این رویداد اوضاع سیاسی و اقتصادی ایران هم اثرگذار شد و ماجرای قحطی و سهمیه‌بندی اقلام غذایی همچون آرد، شکر پیش آمد. روبن، خلاق و علاقه‌مند به کارهای هنری بود. وی نقاش و طراح خوبی بود و و همین روحیه او را به سمت طراحی شکلات‌های جدید و مشتری‌پسند سوق داد. وی وقتی نوزده‌ساله شد همراه برادر بزرگ ترش، اونیک، در سفری که به اروپا داشت، دستگاه‌های جدید شکلات‌سازی را وارد ایران کرد. وی در ۲۰۲۱ در سن ۸۳ سالگی به علت همه‌گیری کورونا در تهران درگذشت.